# Joana Costa
Joana Costa, född 15 maj 1981, är en friidrottare från Brasilien. Hon deltog vid olympiska sommarspelen 2016.